# Sean Carroll
Sean B. Carroll (Toledo (Ohio), 17 de setembro de 1960) é um biólogo estadunidense.

## Publicações
- From DNA to Diversity: Molecular Genetics and the Evolution of Animal Design, with Jennifer Grenier and Scott Weatherbee (2004, Wiley-Blackwell; ISBN 1-4051-1950-0)
- Endless Forms Most Beautiful: The New Science of Evo Devo and the Making of the Animal Kingdom (2005, W. W. Norton & Company; ISBN 0-393-06016-0)
- The Making of the Fittest: DNA and the Ultimate Forensic Record of Evolution (2006, W. W. Norton & Company; ISBN 0-393-06163-9)
- Into the Jungle: Great Adventures in the Search for Evolution (2008, Benjamin Cummings; ISBN 0-321-55671-2)
- Remarkable Creatures: Epic Adventures in the Search for the Origin of Species (2009, Houghton Mifflin Harcourt; ISBN 0-15-101485-X)